# Eriopyga pallescens
Eriopyga pallescens är en fjärilsart som beskrevs av William Schaus 1903. Eriopyga pallescens ingår i släktet Eriopyga och familjen nattflyn. Inga underarter finns listade i Catalogue of Life.